# Henryk Wielowiejski (konsul)

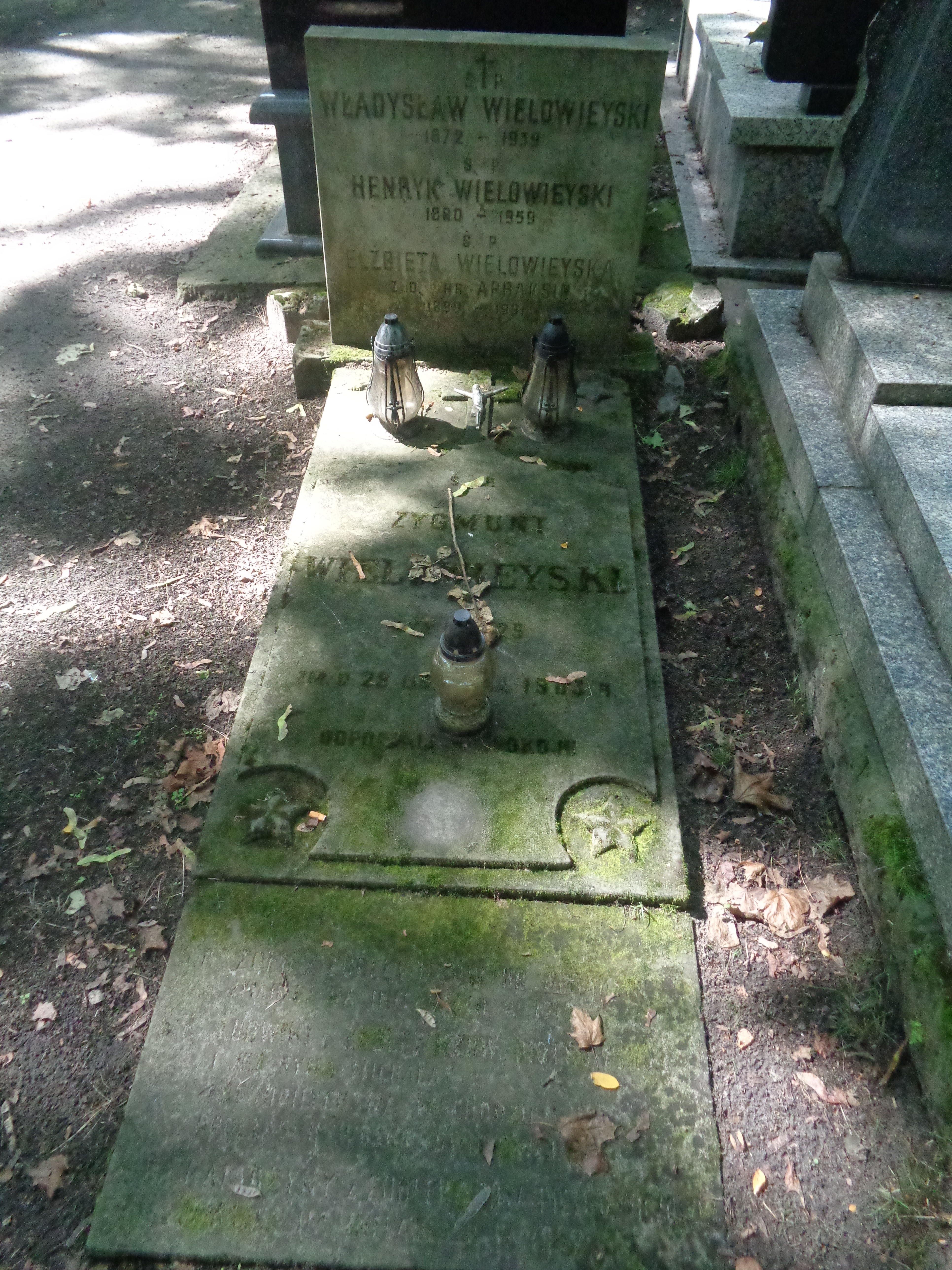
Nagrobek Henryka Wielowiejskiego na Cmentarzu Powązkowskim

Henryk Wielowiejski, Henryk Wielowieyski (ur. 28 września 1880, zm. 1959 w Warszawie) – polski inżynier i urzędnik konsularny.
Urzędnik polskiej służby zagranicznej, w której zajmował cały szereg funkcji, m.in. pracownika kontraktowego w delegaturze R.P. w Kijowie (1922), sekr. kons. w poselstwie w Charkowie (1922-1924), attaché kons. w Departamencie Konsularnym MSZ (1924-1926), prac. konsulatu w Bratysławie (1926-1928), kier. agencji i wicekonsulatu/wicekonsula w Koszycach (1928-1931), wicekonsula w poselstwie w Brukseli (1931-1932), urzędnika w Departamencie Administracji MSZ (1933-1937), następnie radcy w referacie szyfrów MSZ (1937-).
Pochowany na Cmentarzu Powązkowskim w Warszawie (kwatera 85-3-30).